# São Mateus (Espanha)
São Mateus (em valenciano e oficialmente: Sant Mateu, também conhecido como Sant Mateu del Maestrat; em castelhano: San Mateo) é um município da Espanha na província de Castelló, Comunidade Valenciana. Tem 64,7 km² de área e em 2021 tinha 1 968 habitantes (densidade: 30,4 hab./km²).

## História
Situado a 322 metros de altura, o local local da vila é habitado desde a Pré-história e foi uma povoação romana. O pequeno núcleo moçárabe que existia foi conquistado por Jaime I de Aragão em agosto de 1233, a caminho de conquistar Peníscola.
São Mateus obteve em 1237 Carta Puebla (foral) e em 1244 foi concedido o direito a dia de mercado, convertendo-se num importante centro comercial e lugar de intercâmbio de mercadores valencianos, catalães e aragoneses, alcançando entre os séculos XIV e XVI o seu máximo esplendor. Sant Mateu tem importância histórica, foi aqui que se pôs termo ao Grande Cisma do Ocidente. Em 15 de Agosto de 1429, na Igreja Arciprestal, o Antipapa Clemente VIII, sucessor do Antipapa Bento XIII conhecido como Papa Luna, renuncia ao papado a favor do Papa Martinho V, finalizando o Cisma do Ocidente.

## Lugares de interesse
- Praça Maior ou do Anjo, onde se encontra a Fonte do Anjo, de 1867, sobre a qual está uma escultura en bronze de um anjo, símbolo de São Mateus Evangelista.
- Edifício do governo municipal (ajuntament) também chamado a Corte Nova, do século XV, onde se encontra o Museu Histórico e Etnológico Municipal.
- Igreja Arciprestal (séculos XIII-XV), gótica com alguns restos de estilo românico, é Monumento Histórico-Artístico Nacional desde 1931.

## Demografia
| Variação demográfica do município entre 1991 e 2004 | Variação demográfica do município entre 1991 e 2004 | Variação demográfica do município entre 1991 e 2004 | Variação demográfica do município entre 1991 e 2004 |
| --------------------------------------------------- | --------------------------------------------------- | --------------------------------------------------- | --------------------------------------------------- |
| 1991                                                | 1996                                                | 2001                                                | 2004                                                |
| 1823                                                | 1779                                                | 1859                                                | 1956                                                |